# 有峰口站
有峰口站（日语：／ Ariminehuchi eki */?）是隸屬於富山地方鐵道的鐵路車站，座落於富山縣富山市，為立山線的車站，車站編號為T54。本車站是前往有峰水壩、有峰湖、白樺平及立山山麓滑雪場等的入口，除夏季特急「阿爾卑斯號」不停靠外，均停靠所有級別列車。路軌跨過常願寺川後，便由立山町重回富山市的範圍，這是因為原來屬中新川郡的大山町於2005年併入了富山市內而脫離了中新川郡所致。
本站和鄰站千垣站站距非常短，而且本站能覆蓋原大山町及河對岸的立山町的民居，範圍比千垣站較多，而且亦是不少旅遊設施的起點，雖然停靠所有級別的列車，但是，它每日的使用量卻比千垣站還要低。

## 車站結構

### 站房
木建兩層高站房一座，二樓外牆仍遺留舊站名「小見站」的站牌，一般乘客只能使用地下的空間，進站口為候車室，左端大部份位置均為已棄用的站務室及相信是舊有員工留宿的地方，開放式閘口位於正門對面。通過閘口後，需右轉至平交道口，再橫過下行的路軌後才到達月台。

### 月台
建有島式月台1座，共有1線2面的配置。有效長度為3輛。列車採用右側進入的模式。這是前往立山前的最後一個交換車站，列車交換的情況亦較常見。
| 月台           | 路線    | 方向 | 目的地           | 備註 |
| -------------- | ------- | ---- | ---------------- | ---- |
| 1 （遠離站房） | ■立山線 | 下行 | 岩峅寺、立山方向 |      |
| 2 （靠近站房） | ■立山線 | 上行 | 電鐵富山方向     |      |

## 歷史
- 1937年10月1日：路線由千垣站伸延至粟巢野站（現時已廢站），是為中途站，最初稱為「小見站」[2]。
- 1942年6月1日：千垣站～本站～粟巢野路段轉讓予日本發送電。
- 1943年1月1日：富山縣內所有鐵道會社合併於富山電氣鐵道下，改由「富山地方鐵道」管理。
- 1954年4月1日：因應千壽原站（即現時立山站的前身）開業，小見～本站～粟巢野路段的經營權由富山地方鐵道轉讓予立山開發鐵道。
- 1962年4月1日：立山開發鐵道把小見～本站～千壽原的路段的經營權交回富山地方鐵道。
- 1969年6月1日：取消貨物運送服務[3]。
- 1970年7月1日：因配合日本國有鐵道及名古屋鐵道列車直通運轉至立山站，本站改名為「有峰口站」[4]。
- 2019年3月16日：增設車站編號[5]。

## 使用人數
「富山市統計書」把每日平均上車、下車分開計算：
| 使用人數推算 | 使用人數推算     | 使用人數推算     | 使用人數推算 |
| 年度         | 平均上車人數(人) | 平均下車人數(人) | 出處         |
| ------------ | ---------------- | ---------------- | ------------ |
| 2006         | 45               | 46               | [ 6 ]        |
| 2007         | 42               | 45               | [ 7 ]        |
| 2008         | 46               | 45               | [ 8 ]        |
| 2009         | 44               | 43               | [ 9 ]        |
| 2010         | 46               | 42               | [ 10 ]       |
| 2011         | 44               | 40               | [ 11 ]       |
| 2012         | 44               | 41               | [ 12 ]       |
| 2013         | 41               | 40               | [ 13 ]       |
| 2014         | 40               | 39               | [ 14 ]       |
| 2015         | 43               | 41               | [ 15 ]       |
| 2016         | 38               | 41               | [ 16 ]       |
| 2017         | 40               | 43               | [ 17 ]       |

## 相鄰車站
富山地方鐵道
■立山線
特急「阿爾卑斯」（只限15/4至30/11）
通過
特急「立山」
岩峅寺（T51）- 有峰口（T54）- 立山（T56）
快速急行（下行）、普通
千垣（T53）- 有峰口（T54）- 本宮（T55）

## 外部連結
- 富山地方鐵道有峰口站公式網頁。 （页面存档备份，存于）（日語）